# رايموند جيوريب
رايموند جيوريب (بالإنجليزية: Raymond Xuereb)‏ هو لاعب كرة قدم ومدرب كرة قدم مالطي في مركز الوسط، ولد في 22 سبتمبر 1952 في المرسى ‏ في مالطا. شارك مع منتخب مالطا لكرة القدم. أما مع النوادي، فقد لعب مع أولمبيك مارسيليا ونادي فلوريانا ونادي مونبلييه وهامرون سبارتانز.

## وصلات خارجية
- رايموند جيوريب على موقع قاعدة بيانات كرة القدم.إي يو (الإنجليزية)
- رايموند جيوريب على موقع ناشيونال فوتبول تيمز (الإنجليزية)